# Morton Subotnick
Morton Subotnick (Los Angeles, 14 de abril de 1933) é um compositor norte-americano de música eletrônica minimalista. Sua obra mais conhecida é Silver Apples of the Moon (Maçãs prateadas da Lua), a primeira obra eletrônica encomendada por uma gravadora (Nonesuch Records) e composta no sintetizador modular Buchla, que ele ajudou a construir.
Subotnick é também conhecido por seus trabalhos com interatividade e multimídia. Co-fundou a San Francisco Tape Music Center com Ramon Sender e é casado com a vocalista e compositora Joan La Barbara.

## Principais obras
- Silver Apples of the Moon (1967)
- The Wild Bull (1968)
- Touch (1969)
- Sidewinder (1971)
- Four Butterflies (1973)
- The Key to Songs (1985)